# Festival international du dessin de presse de la caricature et de la satire
Le Festival international du dessin de presse, de la caricature et de la satire (FIDEP) est une manifestation culturelle annuelle fondée en 2011 par Fathy Bourayou et organisée dans le quartier de l'Estaque à Marseille. Le FIDEP est soutenu par une association du même nom qui organise des actions de sensibilisation auprès des écoles de la région, pour former les jeunes scolaires à l'esprit critique et à l'analyse des dessins de presse.

## Origine du festival
Fathy Bourayou fuit l’Algérie au moment des attentats liés aux élections du FIS (Front Islamique du salut). En 1988, il crée avec Kamar Idir le premier journal indépendant algérien : Le jeune indépendant dont le contenu est perçu comme polémique. Le journal est interdit au quatrième numéro parce qu'il évoque la torture en Algérie. Fathy Bourayou et Kamar Idir sont rapatriées d’urgence en France. Pour sensibiliser l'opinion publique sur les injustices et les assassinats de ses confrères dessinateurs, Fathy propose de créer un festival, car selon lui « Le meilleur moyen de rendre hommage à ces fantassins de la liberté, à la liberté d’expression, c’était d’organiser un rassemblement de dessinateurs, d’artistes, à Marseille, qui est la capitale méditerranéenne de la liberté »,,,.

## L'association
Le FIDEP est une association loi 1901, dont l'objet est de lutter contre les oppressions et les discriminations. Avant tout, le FIDEP défend la liberté d'expression et s'appuie sur la participation citoyenne,,,,.
Depuis 2011, l'association mène des actions pédagogiques en direction des jeunes publics au cours de l'année scolaire et en partenariat avec des écoles et les centres sociaux. Elle s'appuie sur le dessin de presse pour sensibiliser le public à la signification des dessins de caricaturistes. Par ailleurs, l'association FIDEP organise chaque année le Festival International du Dessin de Presse, de la caricature et de la satire de l'Estaque. Celui-ci a généralement lieu la troisième semaine de septembre. Le FIDEP propose des interventions et des échanges à caractère éducatifs, auprès des structures qui en font la demande, tant en France qu'à l'étranger
Le but pédagogique de l'association est de développer la liberté de penser, à travers la rencontre des élèves des écoles, collèges et lycées marseillais avec les dessinateurs.

## Editions du FIDEP

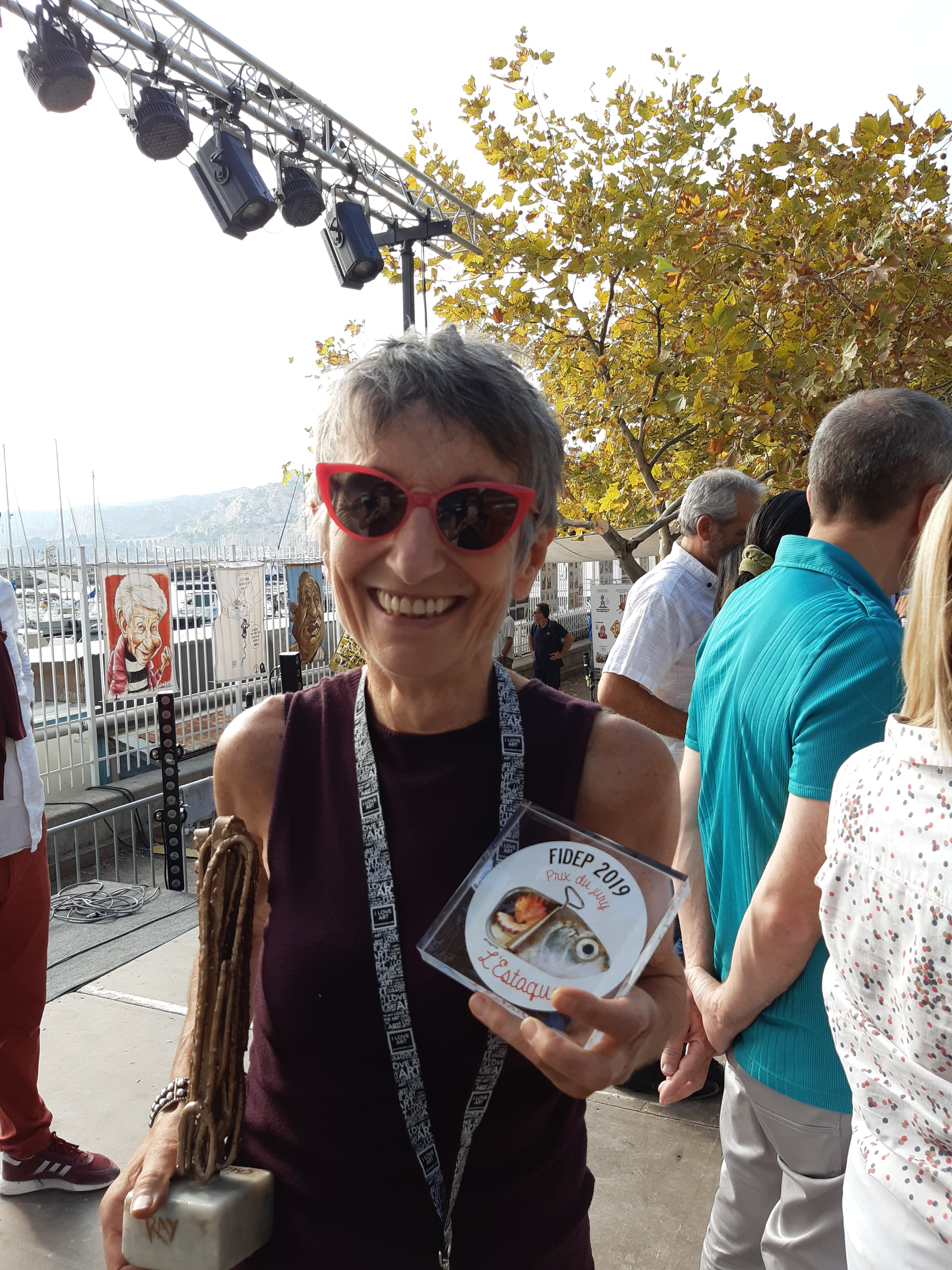
La dessinatrice Trax, lauréate en 2019.

Chaque année, le Festival accueille des expositions, propose des projections, beaucoup d'échanges et de débats autour notamment de la liberté de la presse. L'association FIDEP organise la rencontre des dessinateurs et dessinatrices de presse qui viennent de nombreux pays. Une cinquantaine de caricaturistes et dessinateurs/trices de presse exposent leurs dessins dans l'espace public. Ils sont accueillis par la population des quartiers Nord de Marseille,,. Le FIDEP est un festival attaché à l'environnement local et vise à y apporter un impact positif. Depuis 2011, un lien est tissé entre les habitants de l’Estaque et les dessinateurs,.
Un prix est décerné chaque année par le festival. Le chichi d'Or remporté en 2019 par la dessinatrice TRAX.

### Édition de 2011
En 2011, commencent les printemps arabes, c'est l'occasion pour les artistes de s'engager pour l'expression de la liberté avec la naissance de la première édition du festival de l’Estaque.

### Édition de 2015
En 2015, lors de l’assassinat des plus grands dessinateurs de presse de Charlie Hebdo, le festival est endeuillé particulièrement par la mort de Tignous qui venait chaque année.

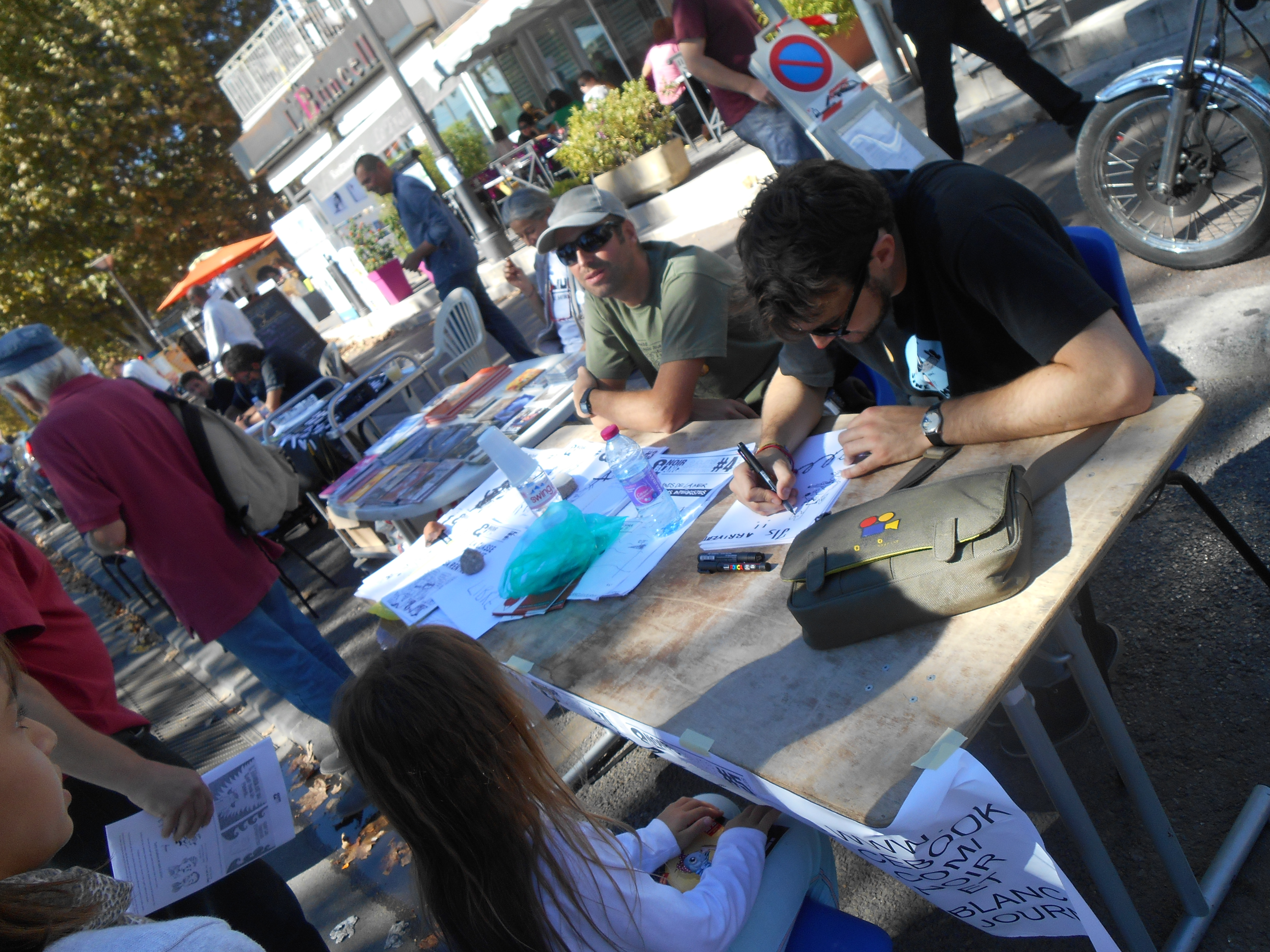
le long de l'Estaque plage

### Édition de 2016
En 2016, l’ouverture de l’école de la caricature à Marseille tarde faute de moyens suffisants, et le FIDEP organise des ateliers pédagogiques dans les établissements scolaires des quartiers nord de Marseille,.

### Édition de 2017
Le bureau du Parlement européen s’associe au FIDEP en 2017. La députée européenne, Marie-Christine VERGIAT, participe à la Tchatchade incluse dans le Festival pour un débat citoyen. Ce partenariat s’inscrit dans le cadre du Prix Sakharov pour la liberté de l’esprit décerné en 2003 par son secrétaire général Kofi Annan et le dessinateur Plantu à l’association Cartooning for Peace. Le FIDEP accueille chaque année les membres de Cartooning for Peace comme Nadia Khiari, dessinatrice tunisienne qui a créé le personnage de Willis from Tunis ou Ángel Boligán,. La commission européenne organise également une exposition Décoler les étoiles durant le festival.

### Éditions de 2019
En 2019, une quarantaine d'artistes sont venus de France, de Belgique, de Tunisie, d'Israël, de Palestine, de Syrie et d'autres pays. Deux thèmes sont à l'honneur : les Gilets jaunes et les personnes migrantes. Selon Fathy Bouarayou «Marseille a toujours été une terre d'accueil, un port d'arrivée pour les migrants et a également été marquée par l'action ménée par les gilets jaunes qui ont rassemblé des personnes venues d'horizons différents« Fathy Bouarayou. Un éclairage est également apporté sur l'effondrement des immeubles rue d'Aubagne à Marseille et sur le Maghreb et l'Algérie. Pour la 8e édition, les dessinateurs réalisent des portraits en direct et de nombreuses expositions sont organisées, dont celle des élèves de l'Estaque. Le dimanche, une conférence est donnée sur la paix et la sécurité ainsi qu'une Tchatchade animée par Jean-Marie Sanchez.

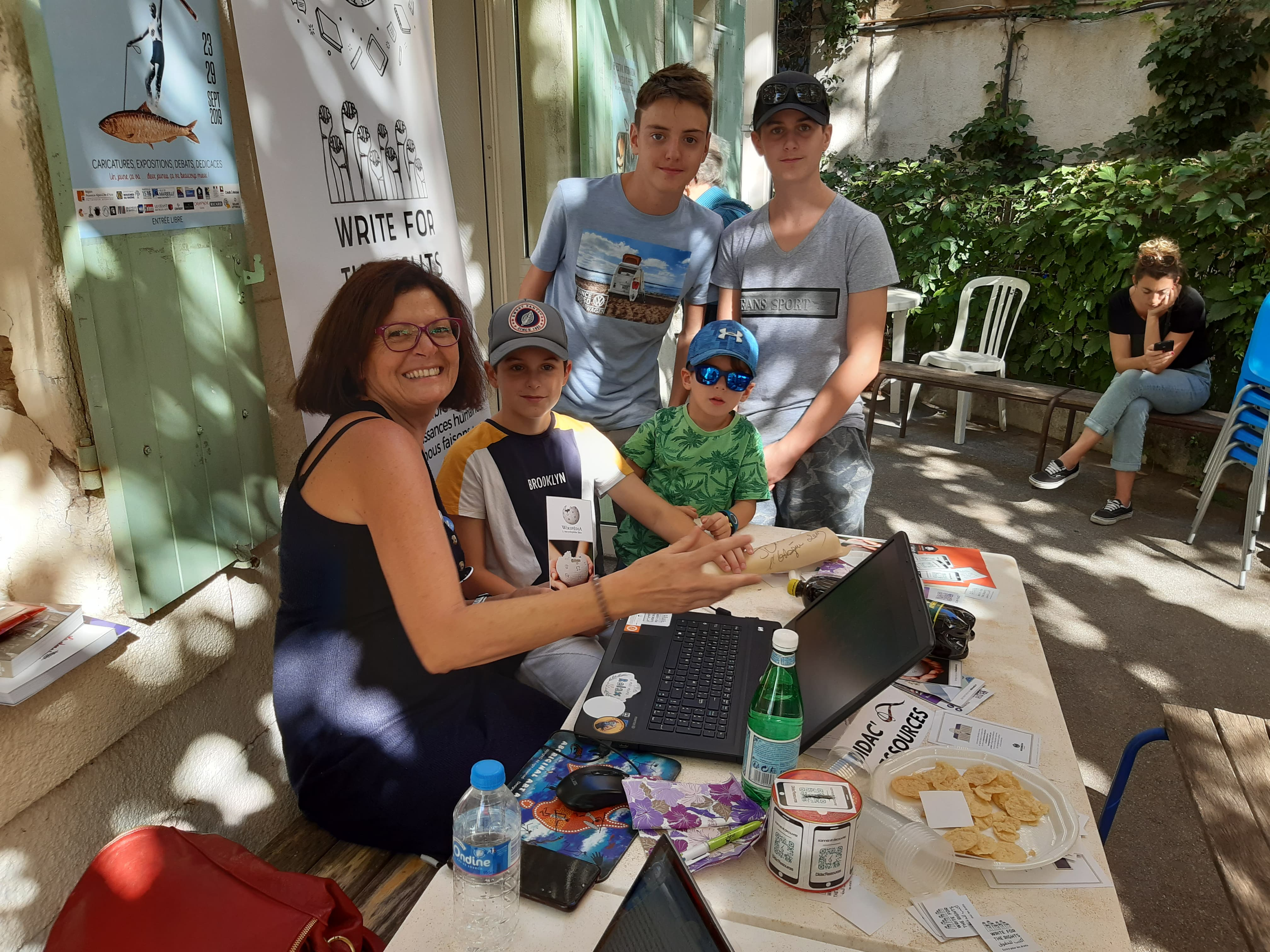
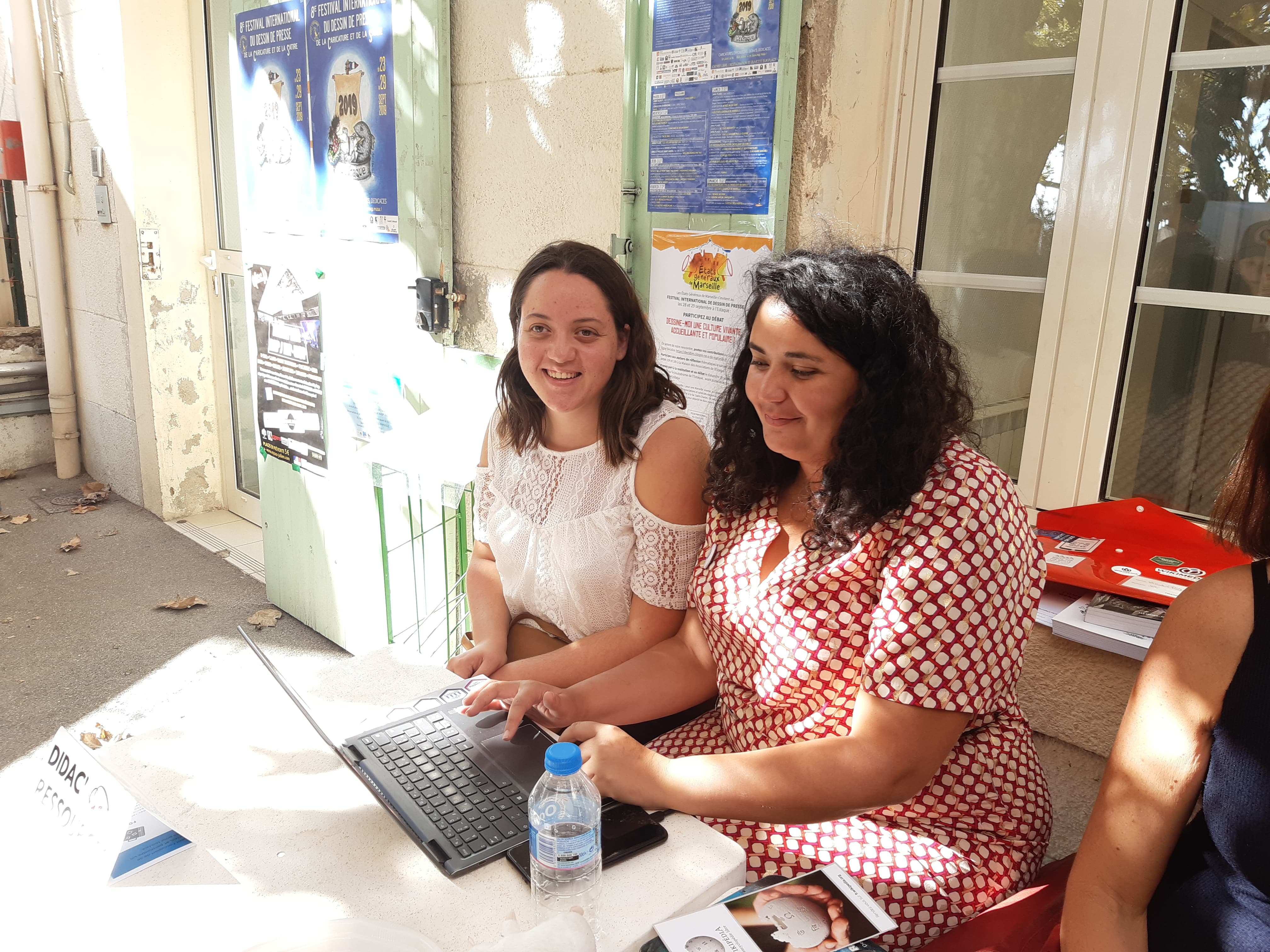
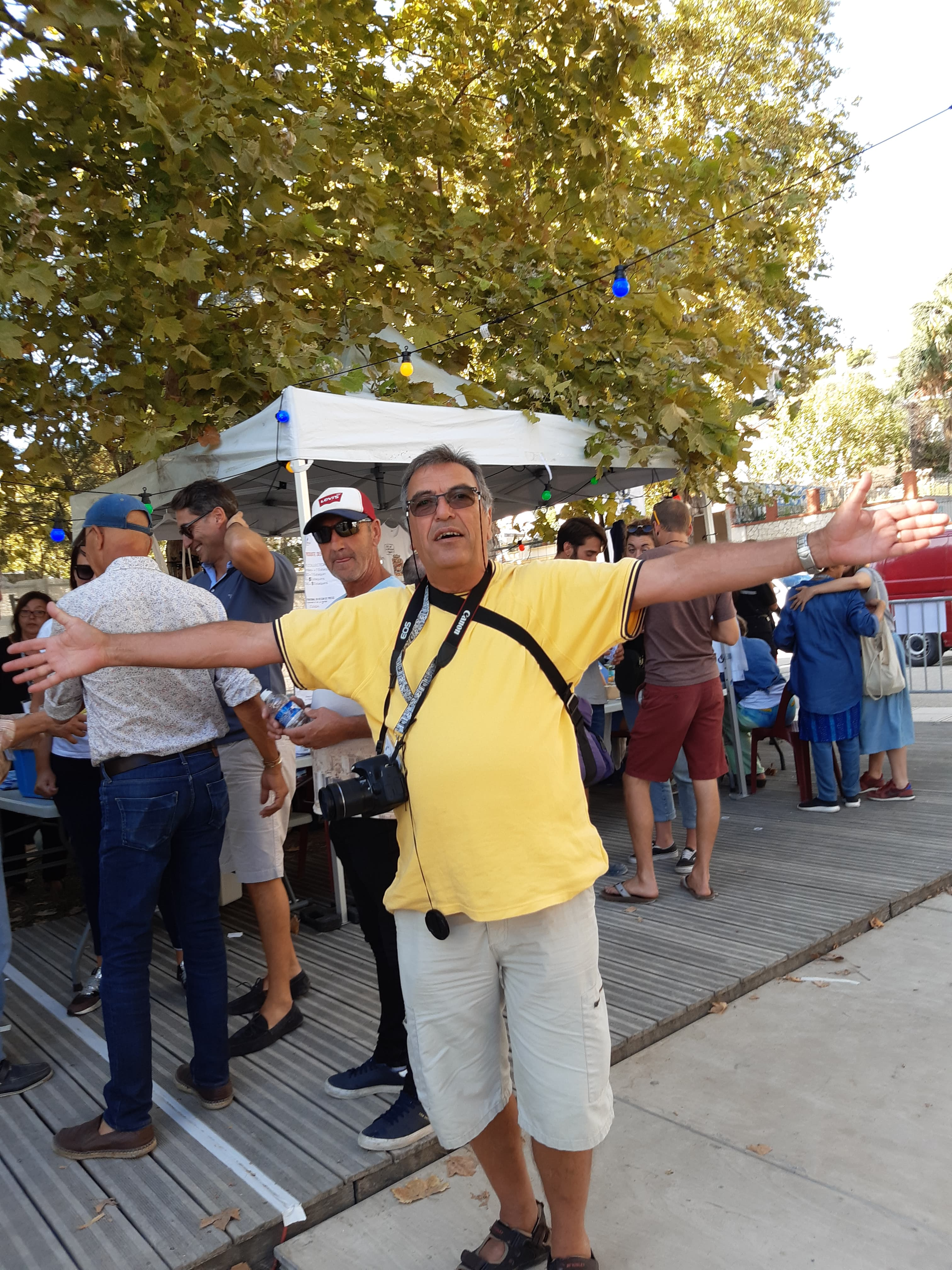
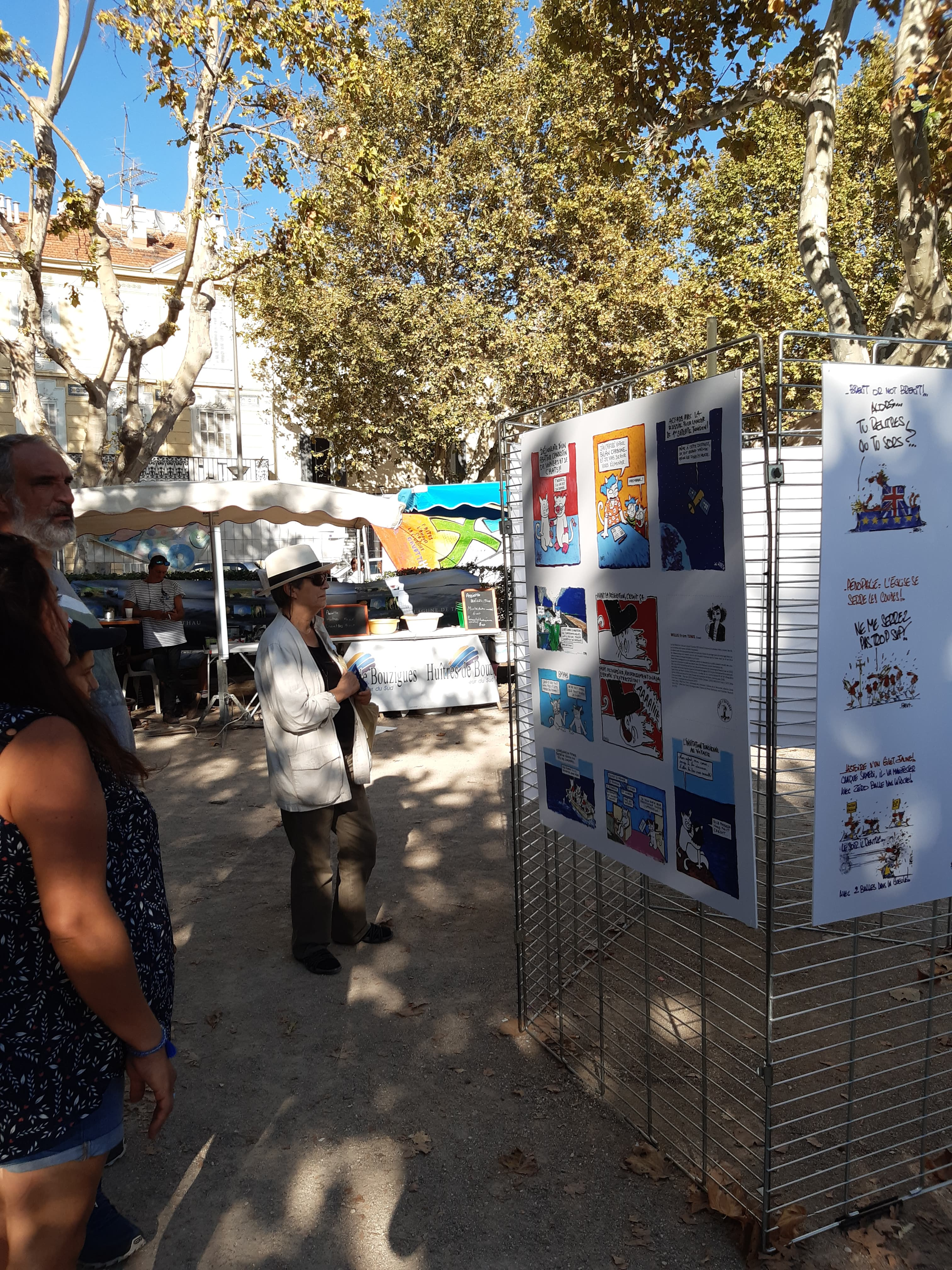
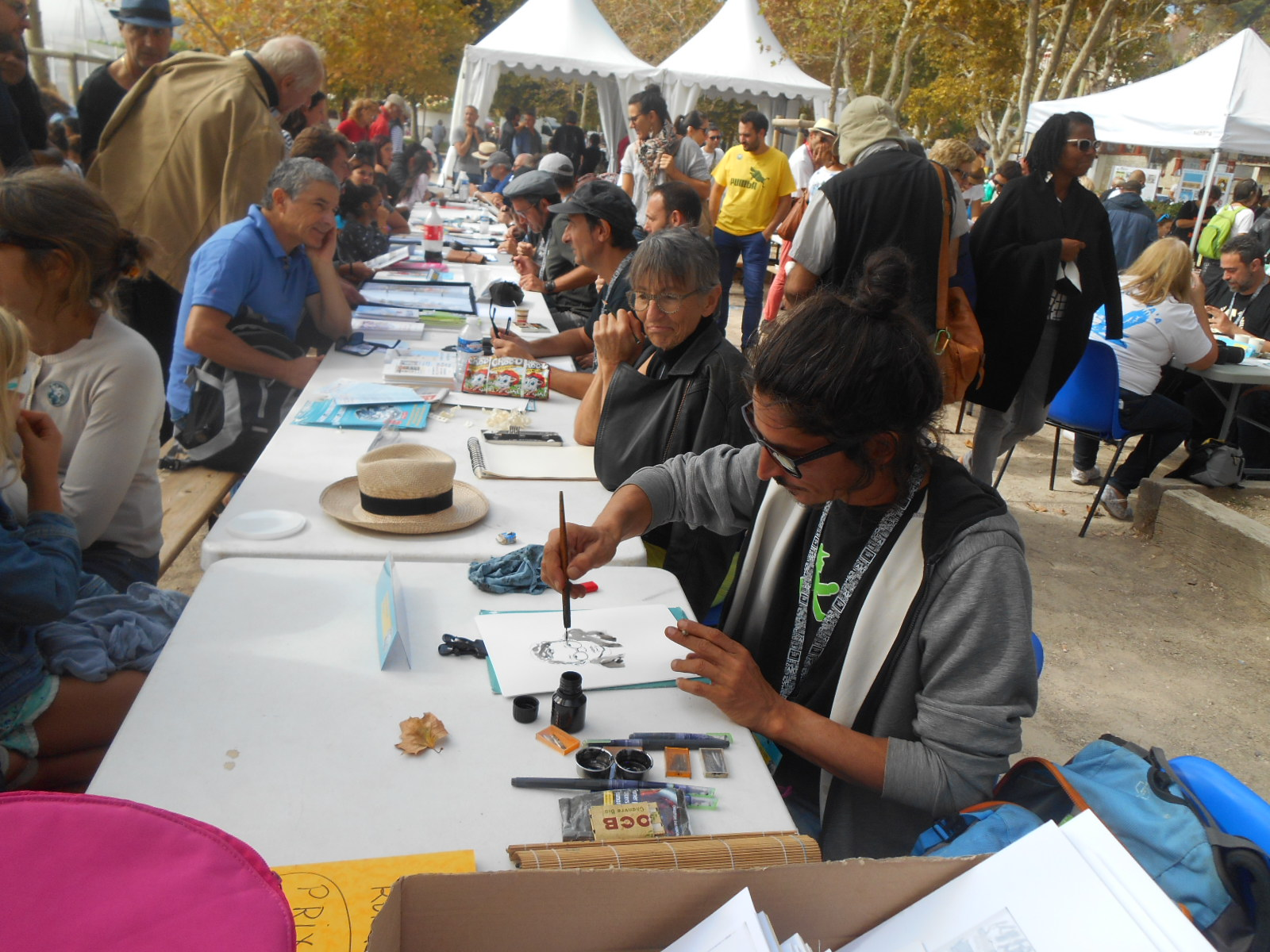
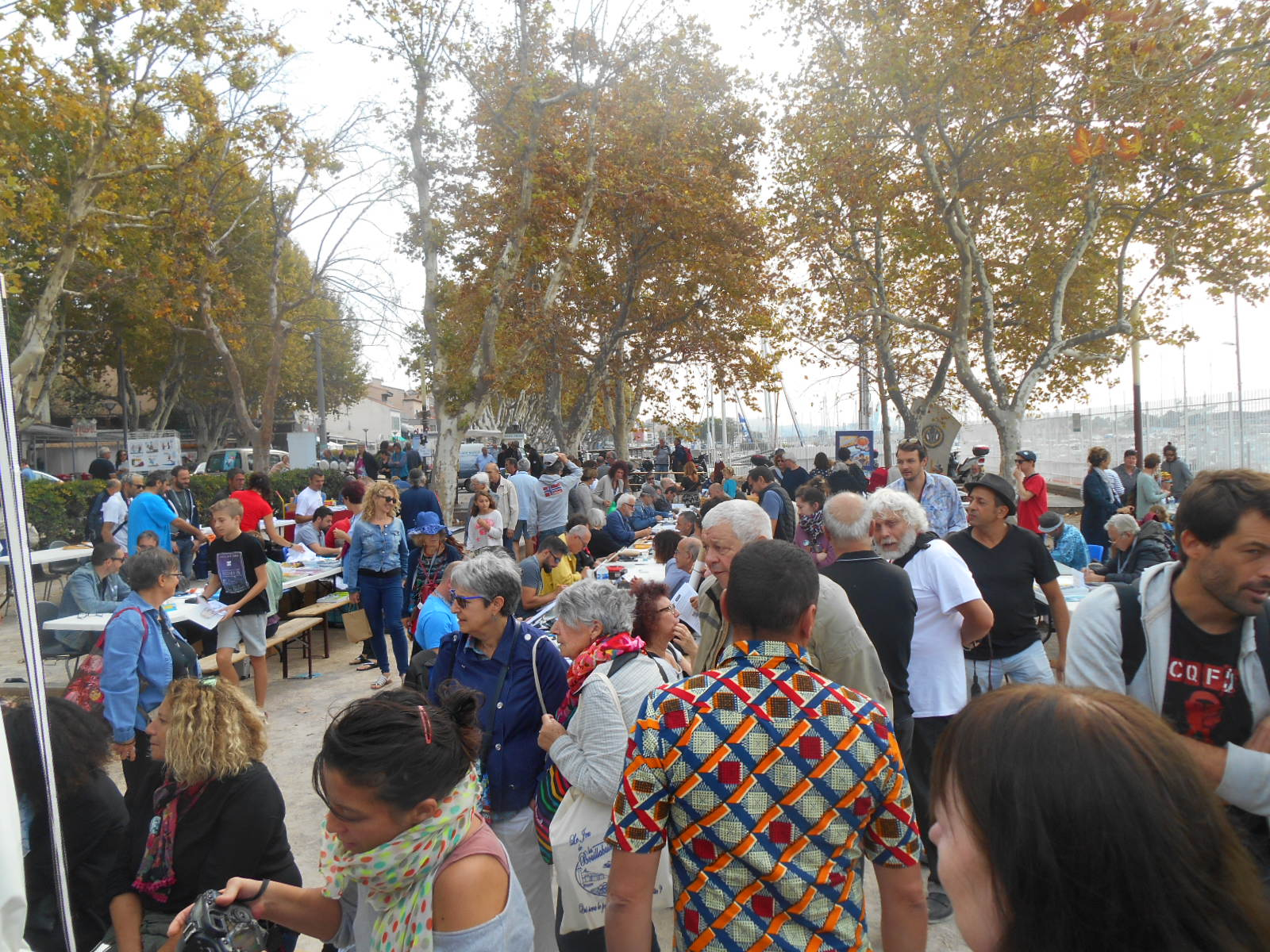
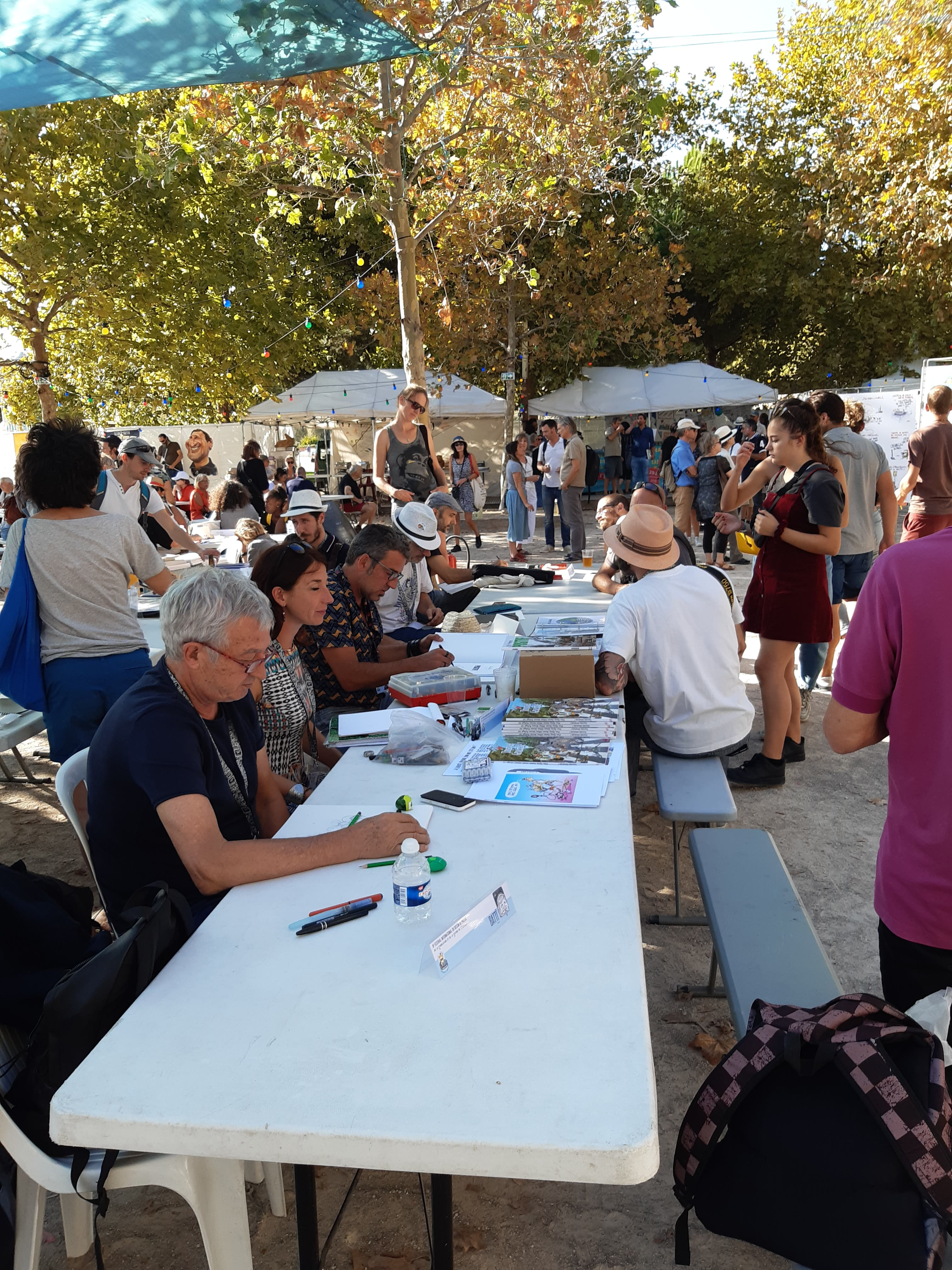
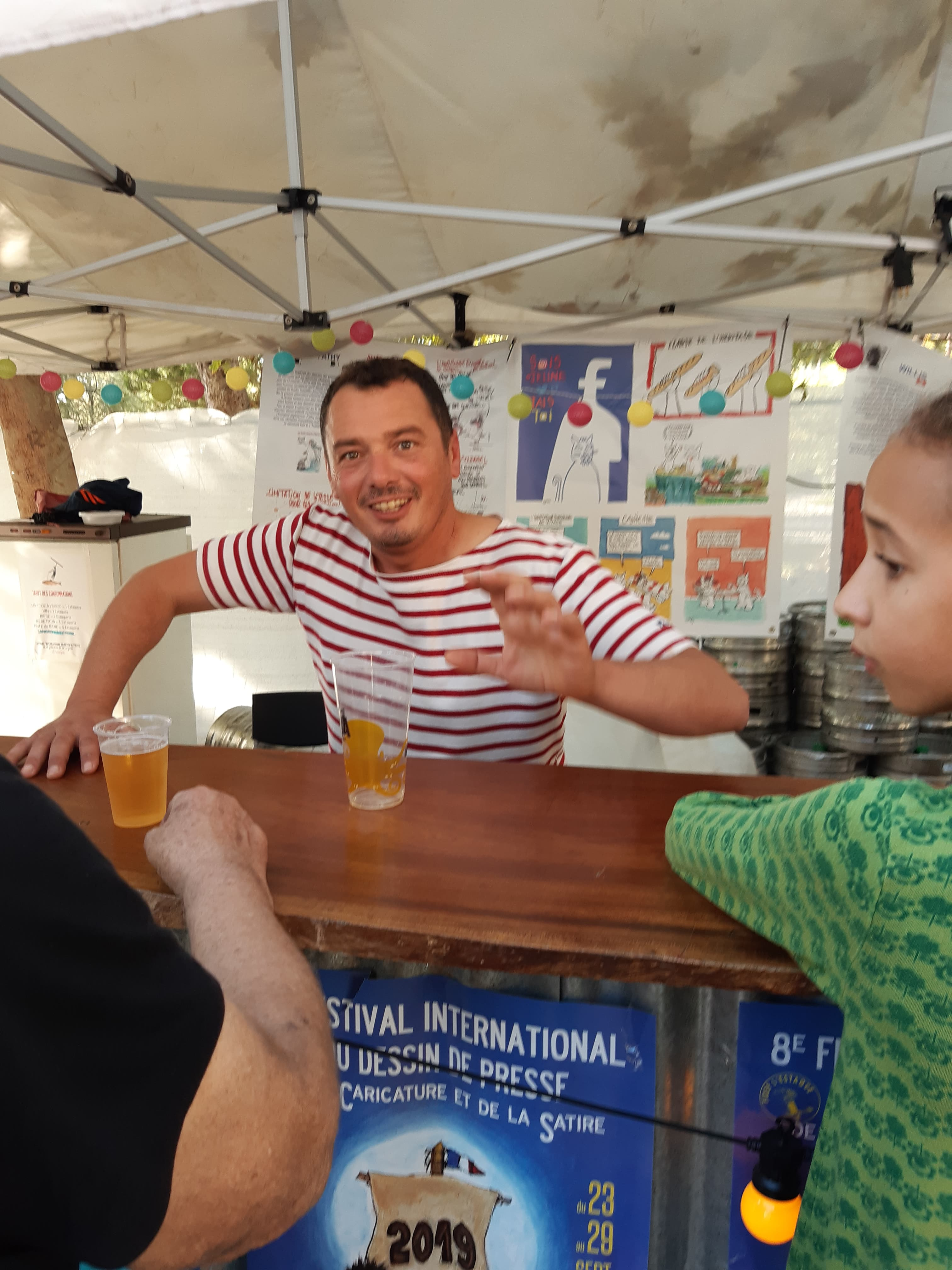
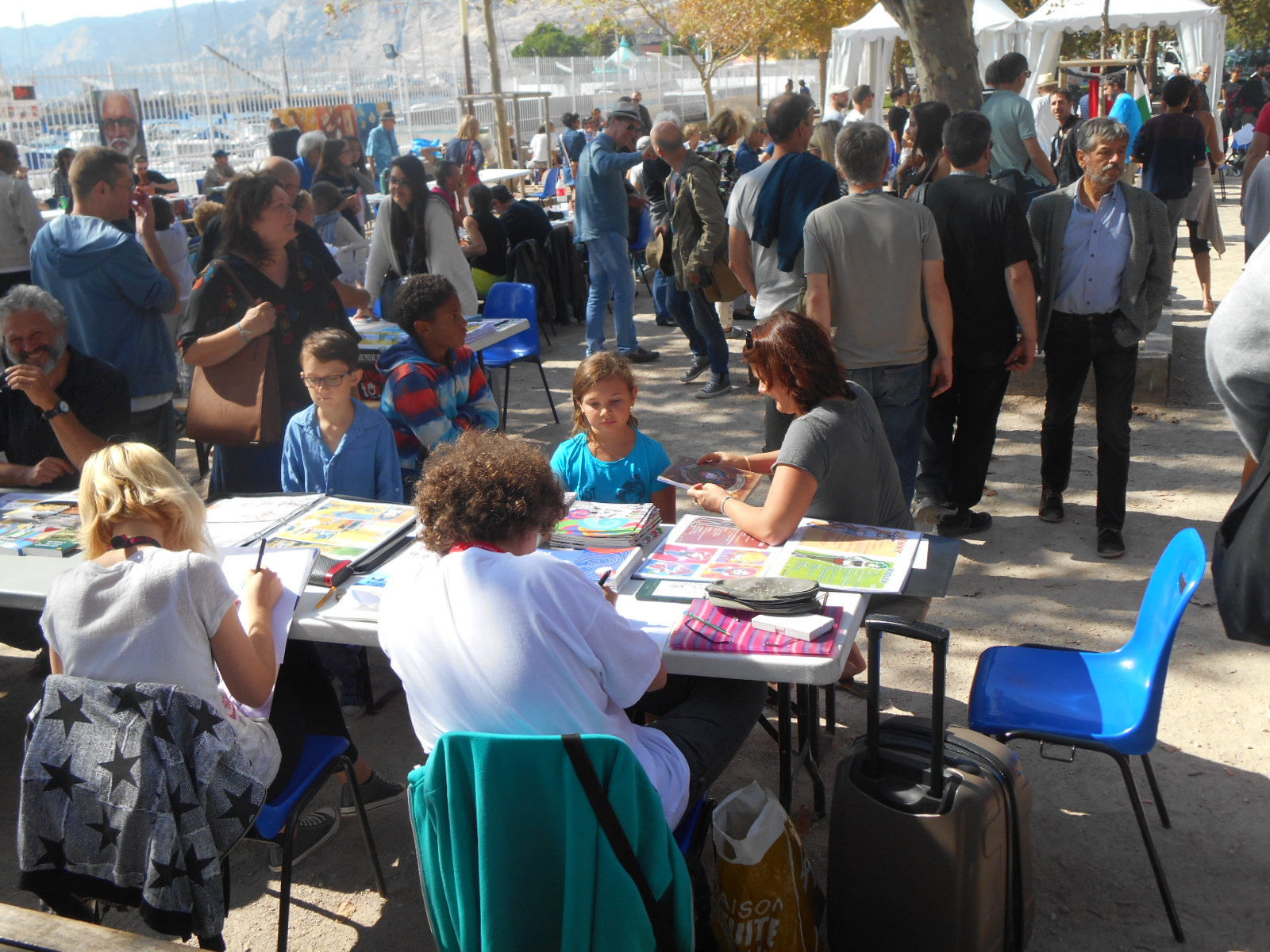
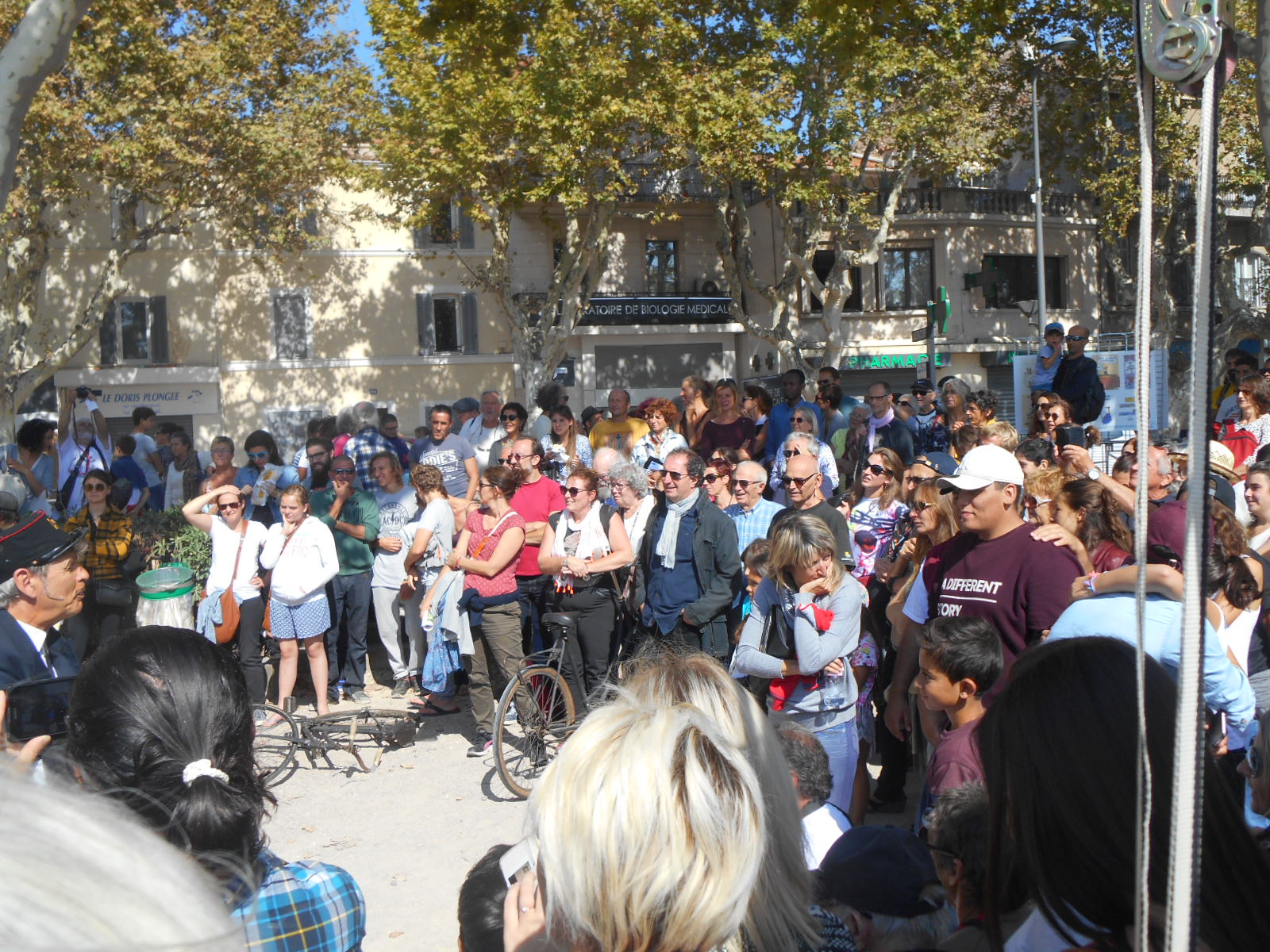
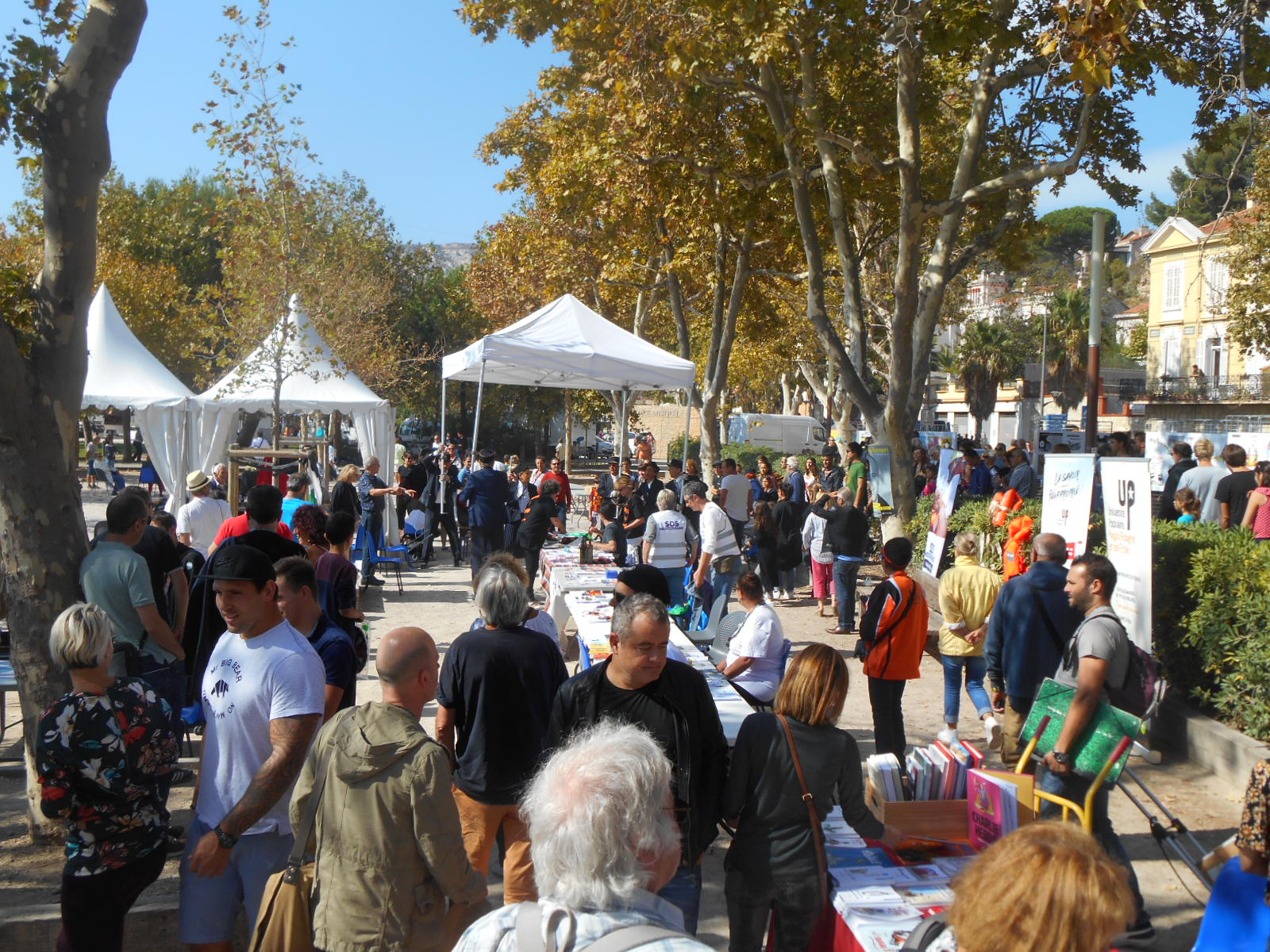
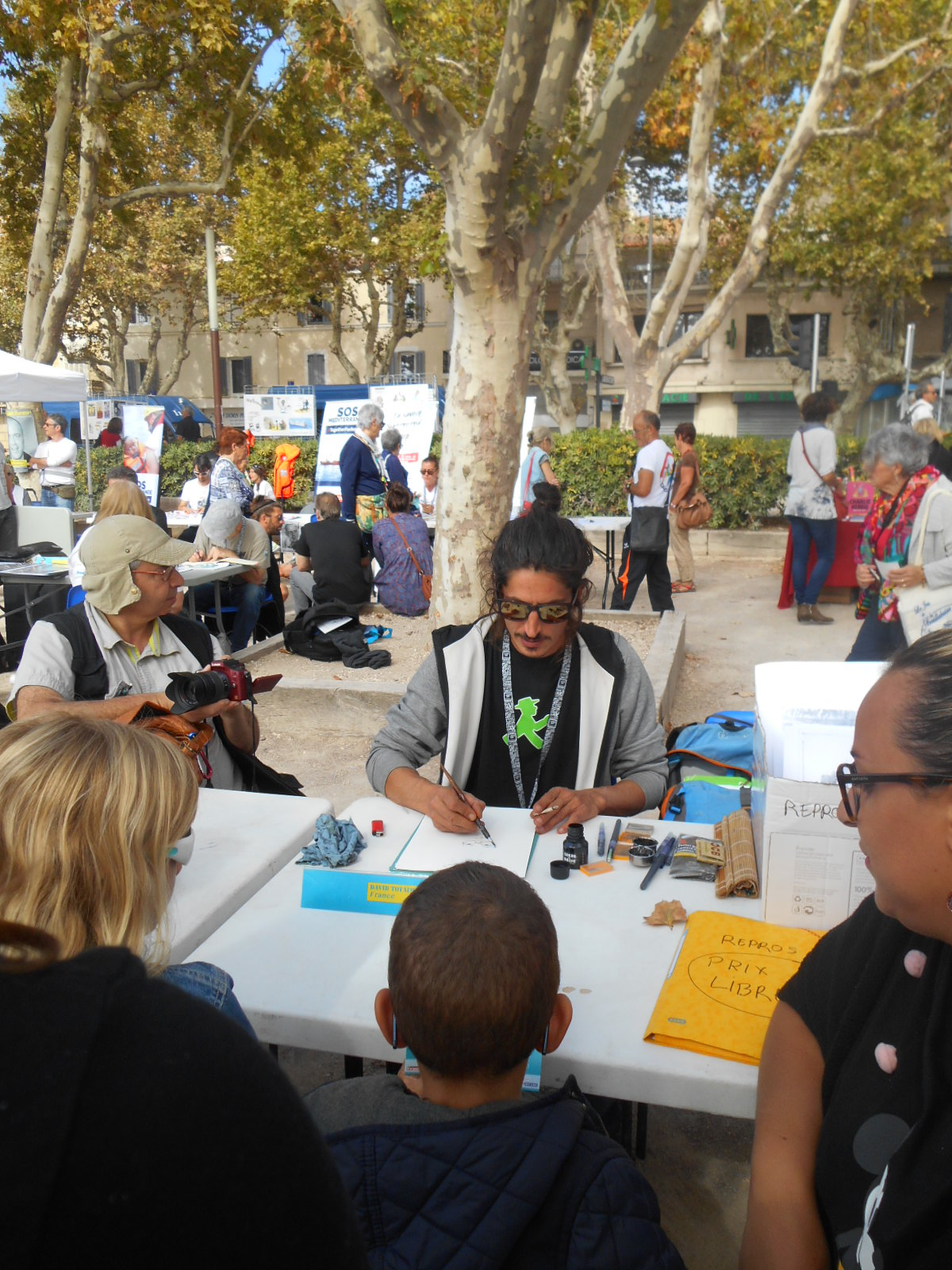
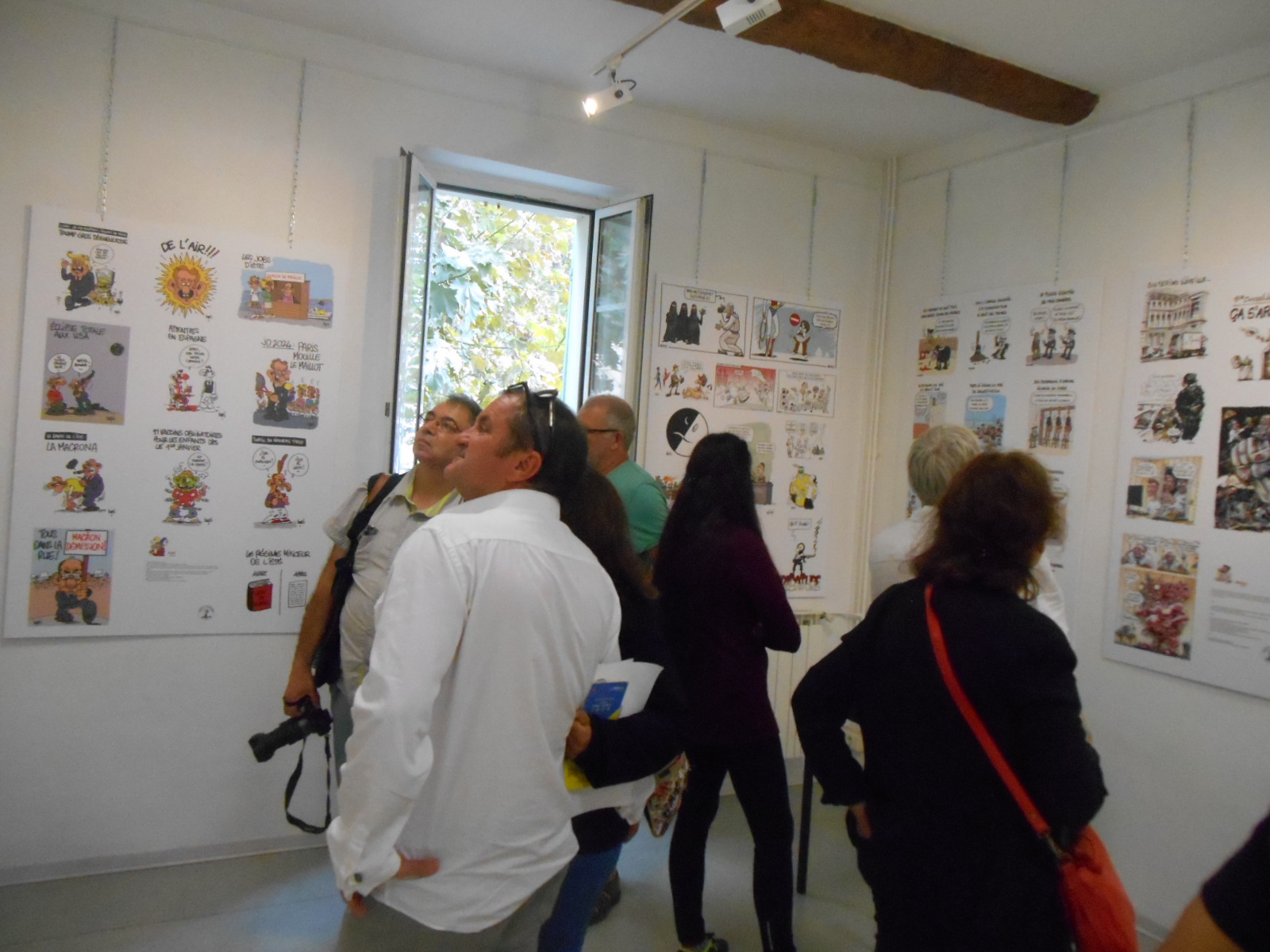
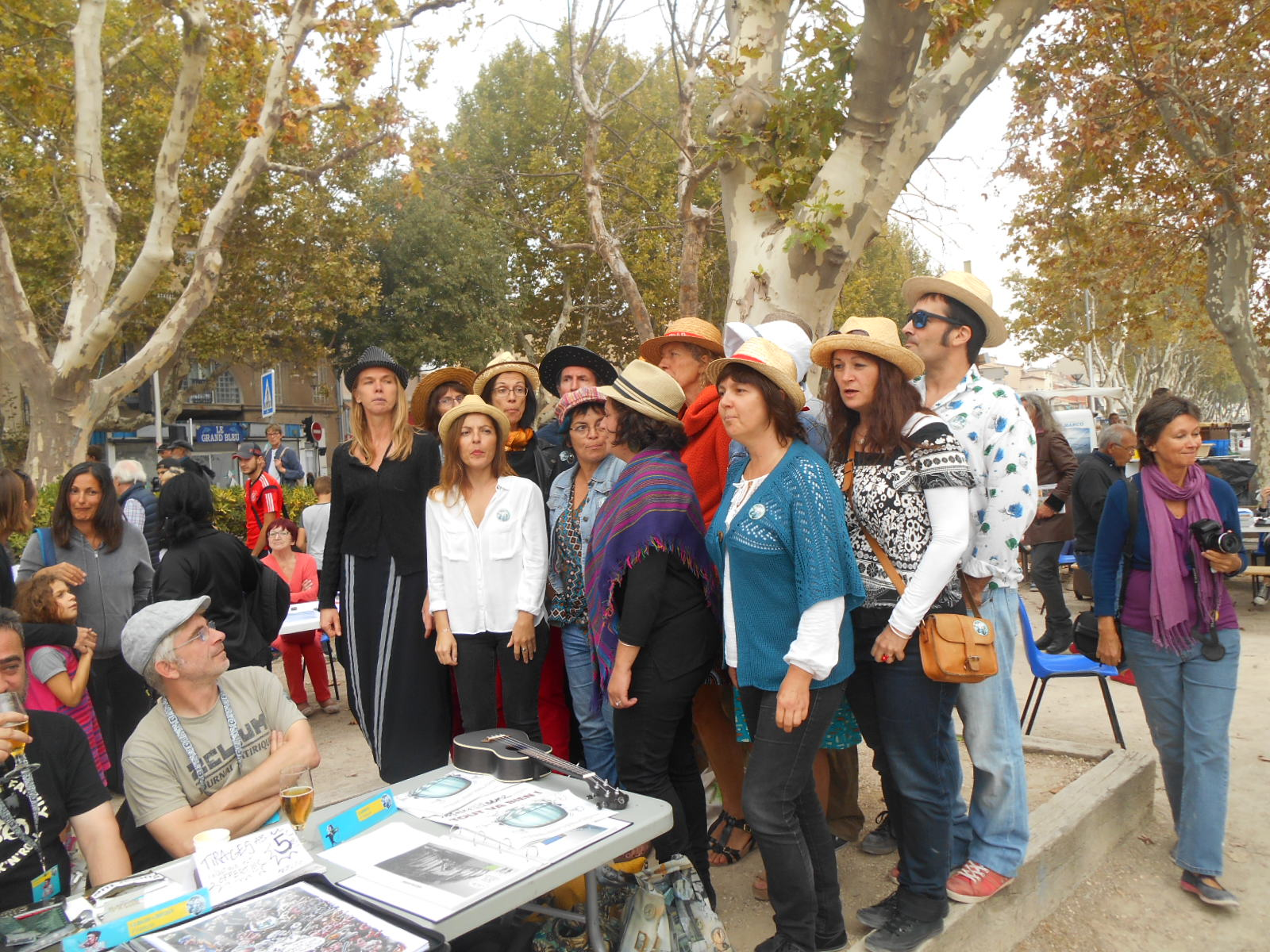
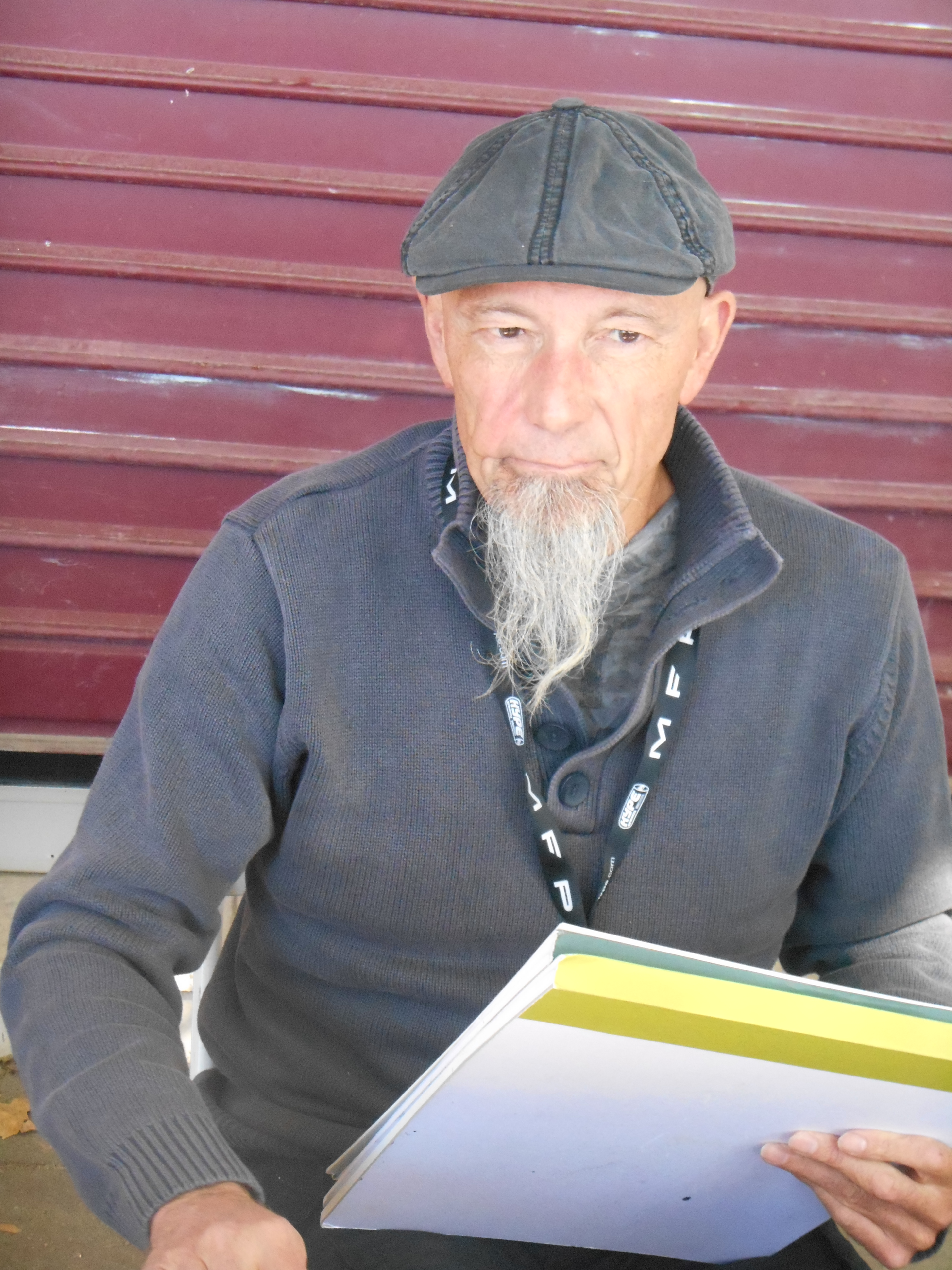
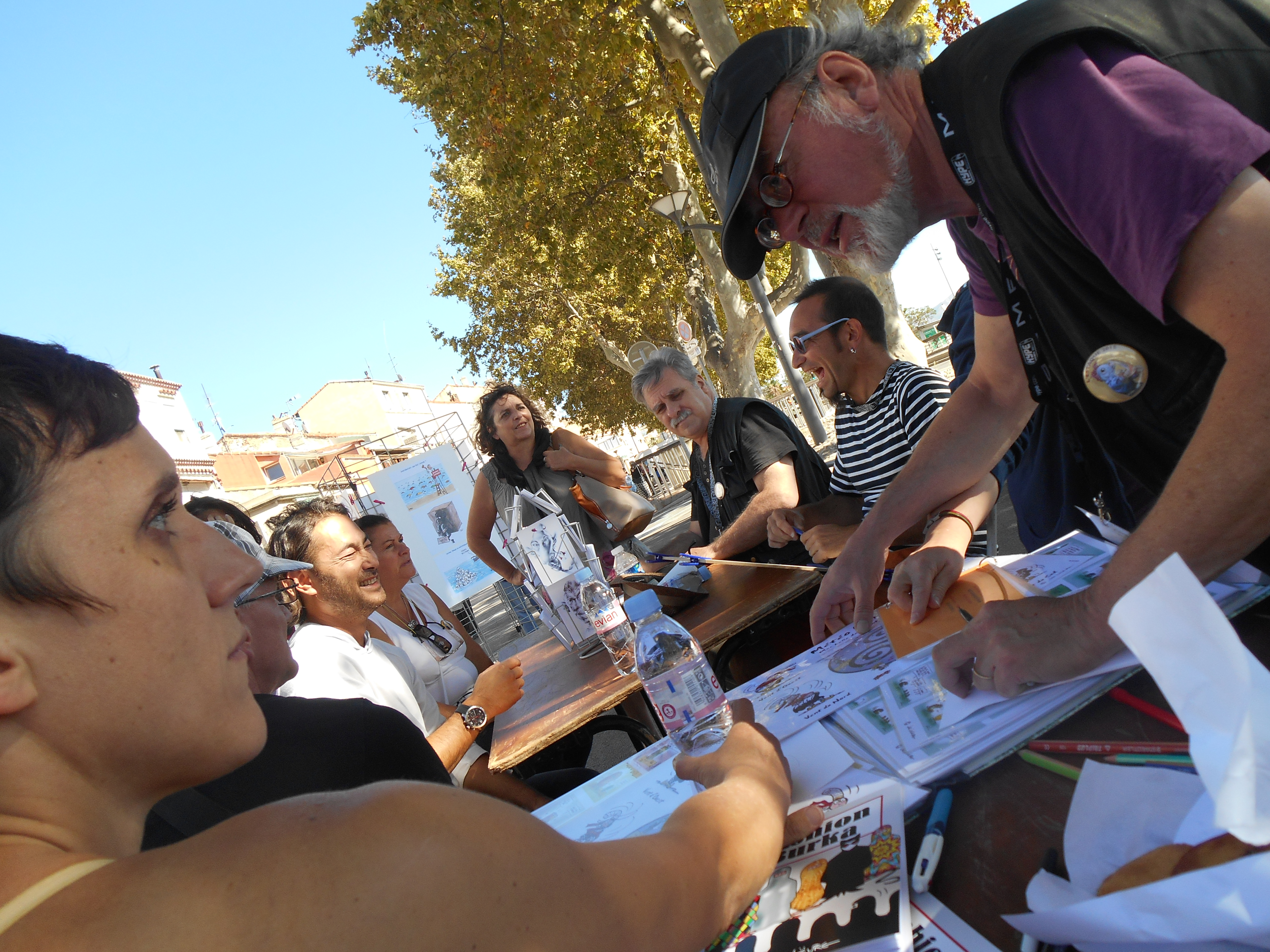
Festival International du Dessin de Presse de la Caricature et de la Satire jac lelièvre
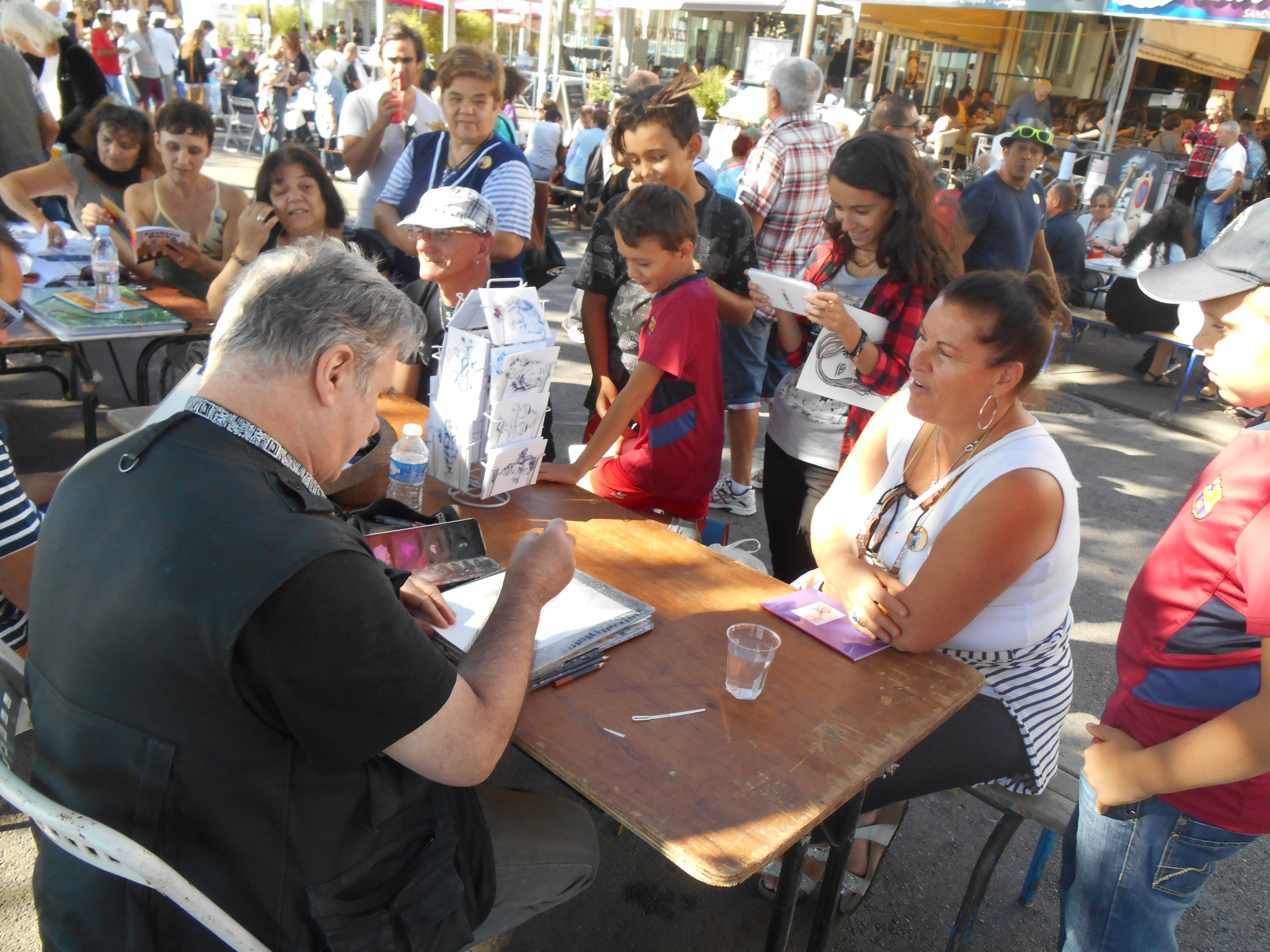
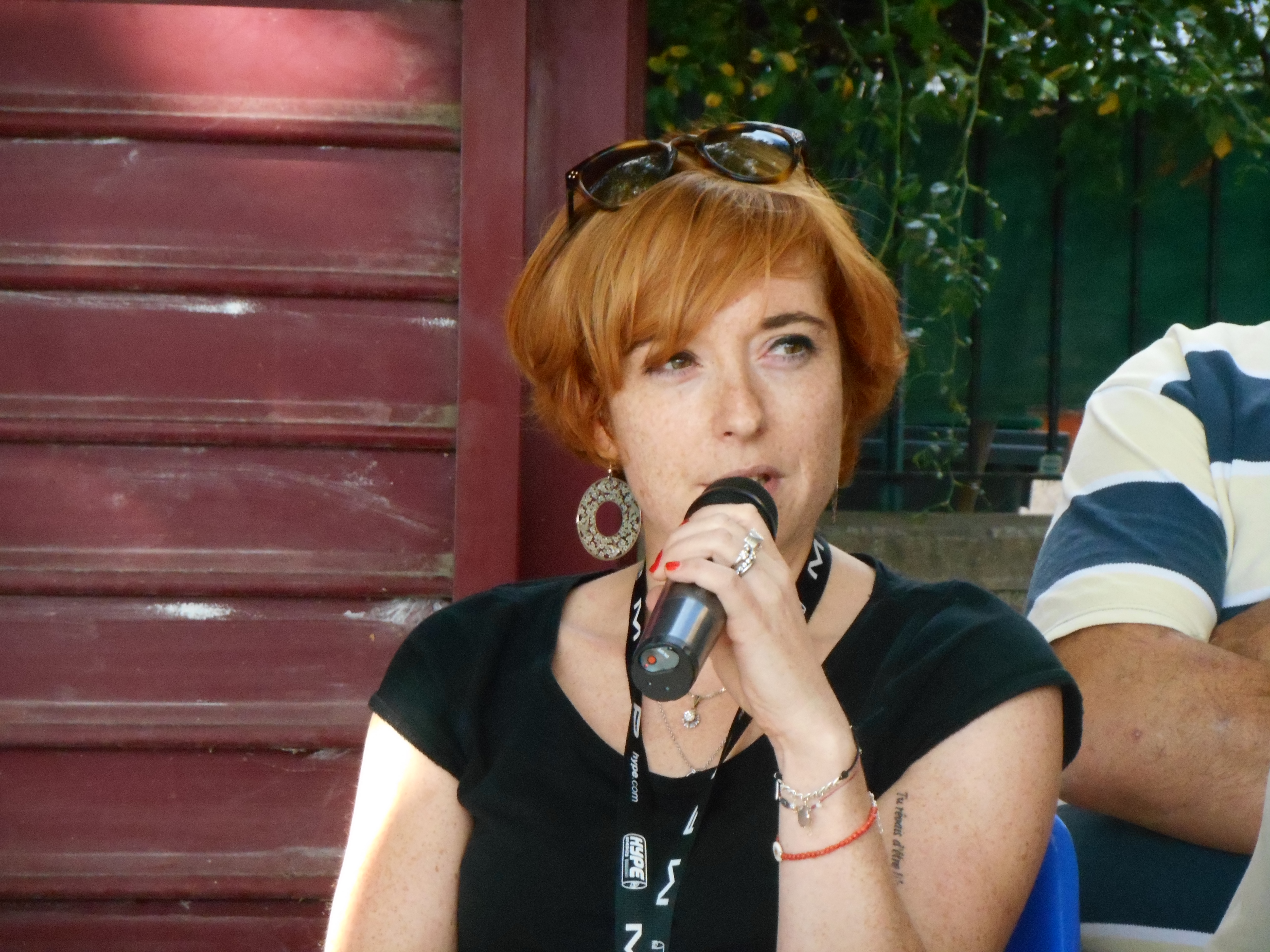
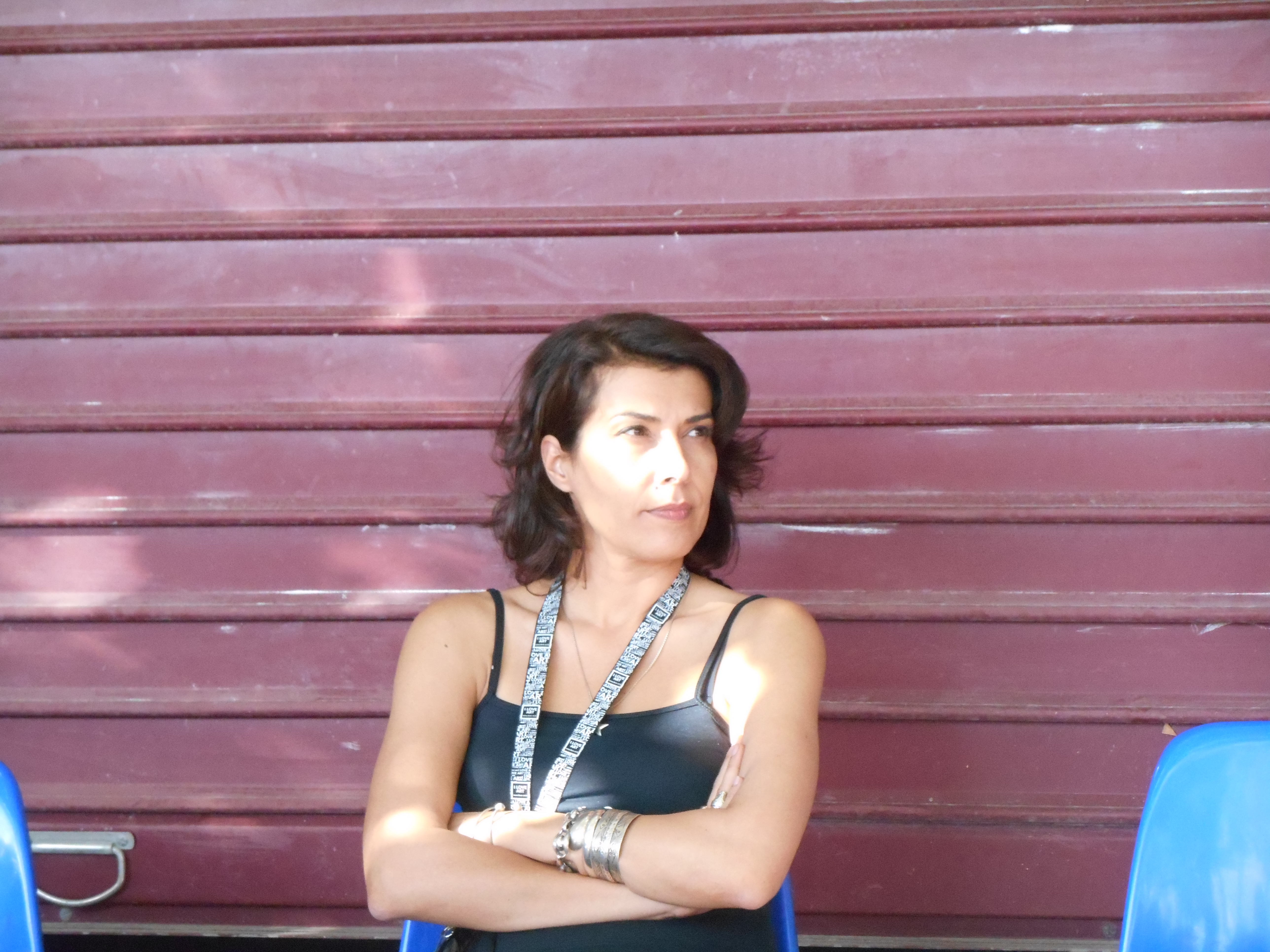
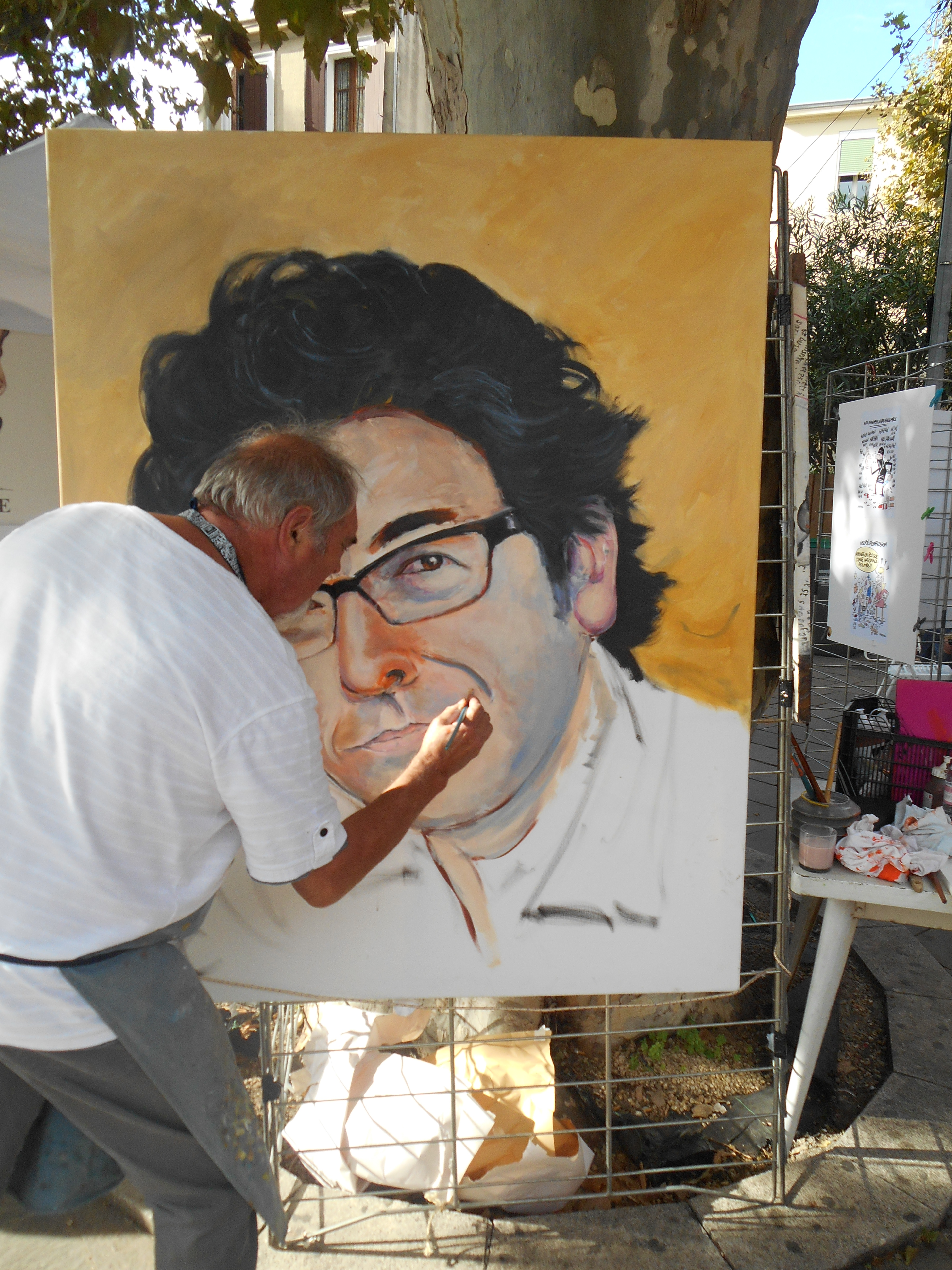
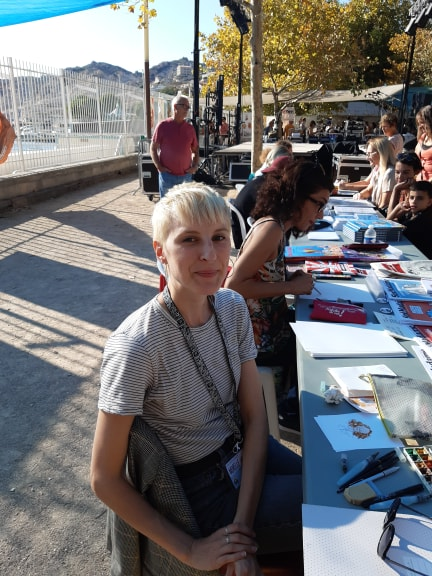